# Universiade d'hiver de 2009
Navigation
Édition précédente Édition suivante
La 24e édition de l’Universiade d'hiver, compétition internationale universitaire multi-sports, s’est déroulée du 17 au 28 février 2009 à Harbin, en Chine. Au total, 1 658 athlètes issus de 44 nations ont pris part aux différentes épreuves réparties dans 12 sports.

## Disciplines
- Ski alpin
- Biathlon
- Ski de fond
- Curling
- Patinage artistique
- Hockey sur glace
- Combiné nordique
- Short track
- Saut à ski
- Snowboard
- Patinage de vitesse
- Ski freestyle

## Tableau des médailles
| Rang | Pays               | Médaille d'or | Médaille d'argent | Médaille de bronze | Total |
| 1    | Chine              | 18            | 18                | 12                 | 48    |
| 2    | Russie             | 18            | 14                | 19                 | 51    |
| 3    | Corée du Sud       | 12            | 7                 | 9                  | 28    |
| 4    | Japon              | 9             | 8                 | 3                  | 20    |
| 5    | Suisse             | 7             | 3                 | 4                  | 14    |
| 6    | Autriche           | 4             | 3                 | 2                  | 12    |
| 7    | France             | 2             | 6                 | 5                  | 13    |
| 8    | Pologne            | 2             | 4                 | 8                  | 14    |
| 9    | Pays-Bas           | 2             | 1                 | 1                  | 4     |
| 10   | Suède              | 2             | 0                 | 0                  | 2     |
| 11   | Canada             | 1             | 4                 | 1                  | 6     |
| 12   | République tchèque | 1             | 3                 | 5                  | 9     |
| 13   | Ukraine            | 1             | 2                 | 4                  | 7     |
| 14   | Allemagne          | 1             | 2                 | 3                  | 6     |
| 15   | Israël             | 1             | 0                 | 0                  | 1     |
| 16   | Finlande           | 0             | 2                 | 2                  | 4     |
| 17   | Slovaquie          | 0             | 1                 | 2                  | 9     |
| 18   | Italie             | 0             | 1                 | 1                  | 2     |
| 19   | Biélorussie        | 0             | 0                 | 1                  | 1     |
| 19   | Norvège            | 0             | 0                 | 1                  | 1     |